# Александровский, Иван Фёдорович
Ива́н Фёдорович Александро́вский (1817, Митава, Курляндская губерния — 1894, Санкт-Петербург) — русский инженер-изобретатель, автор новаторских разработок в области фотографии и кораблестроения, батальный живописец по образованию; старший брат портретиста Степана Александровского.

## Биография
В 1835 году после окончания реального училища приехал в столицу, вся его последующая жизнь и деятельность связана с Петербургом.
В 1857 году И. Александровский выставил на очередной академической выставке четыре вида (с натуры): «Лагерь на горе Турга-Даг при осаде крепости Чох в 1849 г.», «Разорённый аул Ташкутур в Дагестане», «Аул Карабурдакен» и «Гора Эльбрус близ Кисловодска».
Работы молодого художника заметили и присвоили его звания художника (неклассного). И. Александровский становится учителем рисования и черчения, сначала в частных школах и провинциальных училищах, а затем и в одной из петербургских гимназий.
В начале 1850-х годов он открыл «собственное фотографическое заведение г. Александровского» и достиг в новом деле больших успехов. Со временем становится настолько известен в Петербурге, что его приглашают ко двору. И. Ф. Александровский делает портреты царя, членов его семьи и приближённых. В 1859 становится одним из первых в России русских придворных фотографов.
В 1852 году он предложил аппарат для получения стереофотографий.
В 1854 году мастеру живописного цеха И. Александровскому Департаментом торговли и мануфактур была выдана привилегия на «аппарат для снятия потребных для стереоскопа двух изображений в одно и то же время и одной и той же машиной». На фотографической выставке в Петербурге в 1889 году И. Ф. Александровский экспонировал первые в России стереоскопические снимки, которые он сделал своим аппаратом ещё в 1852 году.
Создатель торпеды (1865) и первой в отечественном флоте подводной лодки с механическим приводом (построена на Балтийском заводе в 1865—1867 годах), в которых рабочим телом служил сжатый воздух.
В сентябре 1866 подводную лодку в Кронштадте посетил Александр II. Царя сопровождали великие князья и многочисленная свита от российского флота. Спустившись в лодку, государь с интересом знакомился с её устройством. Пояснения давал изобретатель. «Чрезвычайно умно придумано», — заключил царь и выразил надежду, что лодку ещё «удастся усовершенствовать».
С 1867 года лодка проходила испытания, неоднократно погружаясь и совершая подводные переходы. Во время одного из испытательных погружений 30 июля 1870 гола лодка затонула (погружение производилось в балласте без экипажа). Попытки поднять корабль длительное время были безуспешными и осуществить это удалось только в мае 1873 года, но ремонт произведён не был и к 1877 году морское министерство утратило к лодке интерес.
Творчество И. Ф. Александровского оказало огромное влияние на развитие не только отечественного, но и мирового подводного кораблестроения.
В 1877 году изобретатель И. Александровский разработал автономное водолазное снаряжение на сжатом воздухе. Он попытался воплотить его как чисто диверсионное средство подводной войны под названием «Подводный тарантас». Транспортируя за собой тележку, гружённую баллонами со сжатым воздухом, и взрывчатку, водолазы могли находиться под водой почти 3 часа. Однако дальше создания опытного образца и успешного его испытания проект не пошёл.
В конце жизни потратив все свои средства на изобретения, И. Александровский полностью разорился. Обращения к властям остались без ответа. Тяжело заболевшего И. Александровского поместили в одну из больниц для бедных в Петербурге. В 1894 году в возрасте 77 лет, всеми забытый и покинутый, Иван Фёдорович Александровский ушёл из жизни.

## Награды и чины
24 октября 1866 года Александровский был награждён орденом Святого Владимира 4-й степени.
В том же 1866 году ему было присвоено звание титулярного советника.
20 апреля 1869 года присвоено звание коллежского асессорора.
28 марта 1871 года присвоено звание надворного советника.
Был награждён орденом Святого Владимира 3-й степени.

## Художественное наследие
- Южный берег Крыма. Симеиз. Гора Кошка. 1887 год.
- Русский лагерь под Гунибом. 1895 год.
- Вид Гуниба. Конец XIX века.